# レディホーク
『レディホーク』（Ladyhawke）は、1985年のアメリカ合衆国のファンタジー映画。監督はリチャード・ドナー、出演はルトガー・ハウアーとミシェル・ファイファー、マシュー・ブロデリックなど。中世のヨーロッパを舞台に、悪の司祭の呪いによって夜は狼の姿に変えられる騎士と昼は鷹の姿に変えられる美女の恋人同士の運命を描いている。タイトルはその主人公の美女に由来している。
SFXが多用され、戦闘シーンも多いが、本領は幻想的な映像によるラブ・ストーリー主体のロマンス作品である。ロック調の音楽が花を添えている。
第13回サターン賞でファンタジー映画賞と衣装デザイン賞を受賞している。

## ストーリー
スリの罪で投獄されたフィリップ（通称「ネズミ」）は脱獄不能といわれるアクイラの地下牢の脱出に成功する。一度は追っ手に捕らえられたものの、黒騎士ナバールに助けられる。巨大な黒馬に跨る黒騎士は美しいタカを連れ、アクイラを支配する大司教にひとり立ち向かっていた。
フィリップはナバールに拾われ、しばらく旅を供にする。しかし、旅をするうちにフィリップはナバールの周りで起こる不可解な現象に気付く。夜になるとナバールは姿を消し、代わって狼を連れた謎の美女、イザボーが現れる。ナバールとイザボーは実は恋人同士にあり、日出でイザボーがタカに変わり、日没でナバールが狼に変わる呪いをかけられていることが後に発覚する。
悪魔と取り引きした力で大司教はアクイラを支配していた。その大司教はかつてイザボーに横恋慕し、失恋したことへの逆恨みからナバールとイザボーに呪いをかけたのであった。真相を知ったフィリップと、呪いについて因縁のある修道僧インペリアスに助力を得て、ナバールとイザボーは大司教と戦うことを決意する。
インペリアスは、3日後の「昼のない夜、夜のない昼」にナバールとイザボーが人間の夫婦として司教に会えば呪いが解けると話し、ナバールとフィリップは城へ向かう。城の中で、ナバールが警備隊と戦っているとき皆既日食が始まり、イザボーが人間の姿で聖堂に現れる。大司教はナバールを殺そうと後ろから襲い掛かるが、とっさの判断で彼を剣で突き刺す。そして彼らの呪いは解け、二人はその場でキスを交わす。

## キャスト
| 役名                     | 俳優                   | 日本語吹き替え | 日本語吹き替え                                                                                     |
| 役名                     | 俳優                   | TBS版          | テレビ朝日版                                                                                       |
| ------------------------ | ---------------------- | -------------- | -------------------------------------------------------------------------------------------------- |
| フィリップ・ガストン     | マシュー・ブロデリック | 堀内賢雄       | 堀内賢雄                                                                                           |
| エチエンヌ・ナバール     | ルトガー・ハウアー     | 麦人           | 津嘉山正種                                                                                         |
| イザボー・ド・アンジュー | ミシェル・ファイファー | 宗形智子       | 勝生真沙子                                                                                         |
| インペリアス             | レオ・マッカーン       | 石森達幸       | 富田耕生                                                                                           |
| 大司教                   | ジョン・ウッド         |                | 家弓家正                                                                                           |
| マルケ                   | ケン・ハッチソン       |                | 徳丸完                                                                                             |
| セザール                 | アルフレッド・モリーナ |                | |
| 役不明又はその他         |                        |                | 若本規夫 大山高男 広瀬正志 片岡富枝 中田和宏 秋元羊介 沢木郁也 古田信幸 梁田清之 木藤聡子 岡村明美 |
|                          |                        |                | |
| 翻訳                     |                        |                | 木原たけし                                                                                         |
| 演出                     |                        |                | 伊達康将                                                                                           |
| 効果                     |                        |                | リレーション                                                                                       |
| 制作                     |                        |                | 東北新社                                                                                           |
| 解説                     |                        |                | 淀川長治                                                                                           |
| 初回放送                 |                        | 不明           | 1993年7月11日 『日曜洋画劇場』                                                                     |

※テレビ朝日版がBDに収録。

## 製作
当初、リチャード・ドナー監督はナバール役にカート・ラッセルを起用し、ルトガー・ハウアーには敵方の隊長役をオファーしたが、ハウアーがこの役ではなくナバール役に関心を示していたところ、撮影開始の数日前にラッセルが降板したことでハウアーにナバール役が回って来た。

## 作品の評価

### 映画批評家によるレビュー
Rotten Tomatoesによれば、「ペースの問題はあるが、『レディホーク』は同様の大抵のファンタジー叙事詩よりも力強く、否定しようのないロマンティックさで圧倒的に勝っている。」であり、24件の評論のうち高評価は67%にあたる16件で、平均点は10点満点中5.57点となっている。
Metacriticによれば、11件の評論のうち高評価は6件、賛否混在は5件、低評価はなく、平均点は100点満点中64点となっている。
一方、allcinemaは「夜は狼の姿になる騎士、昼は鷹の姿になる美女という恋人同志の設定は演ずるハウアー、ファイファーの個性も手伝ってかなり魅力的だが、狂言廻しの盗人の少年と敵の司祭が役不足で、アクション・シーンも物足りない。」としている。

### 受賞歴
第58回アカデミー賞では録音賞と音響効果編集賞の2部門でノミネートされたが受賞はならなかった。
サターン賞（第13回サターン賞）ではファンタジー映画賞、助演女優賞（ミシェル・ファイファー）、音楽賞、衣装デザイン賞の4部門でノミネートされ、ファンタジー映画賞と衣装デザイン賞を受賞している。

## その他
1985年TAKARAファンタスティック映画祭（東京国際ファンタスティック映画祭）公開作品。
作中でナバールの呪いが解けた明瞭なシーンが無かったため、ジョーン・D・ヴィンジによるノベライズ（日本語版は野田昌宏訳、角川文庫、ISBN 4-042-59501-4）では、続編への含みをもたせていたが、続編が製作されることはなかった。
物語の舞台設定はフランス南部であり、皆既日食が起きていることから西暦1239年と考えられる。